# حسن‌آباد سفلی (سمیرم)
حسن‌آباد سفلی، روستایی از توابع بخش دناکوه شهرستان سمیرم در استان اصفهان ایران است.

## جمعیت
این روستا در دهستان برآفتاب قرار دارد و بر اساس سرشماری مرکز آمار ایران در سال ۱۳۸۵، جمعیت آن ۳۴۱ نفر (۷۸ خانوار) بوده‌است.